# Ленинградский футбольный бунт
Ленингра́дский футбо́льный бунт — события на стадионе имени Кирова в Ленинграде 14 мая 1957 года во время и после разгромного поражения местного «Зенита» от московского «Торпедо» со счётом 1:5 в рамках 8-го тура чемпионата СССР 1957 года по футболу. Недисциплинированное поведение ленинградских болельщиков обернулось массовыми арестами. До событий июня 2002 года в Москве эти беспорядки считались самыми массовыми в истории советского и российского футбола.

## Предпосылки

### Спортивные
За первые семь игр чемпионата «Зенит» добился лишь одной победы, когда в стартовом матче в Кишинёве переиграл «Буревестник» со счётом 1:0.

### Социальные
Незадолго до матча активизировалась подписка на государственный заём в Ленинграде, проходивший тогда добровольно-принудительно (нужно было отдать половину зарплаты). Плюс к этому, 19 апреля 1957 года вышло постановление ЦК КПСС и Совета Министров СССР «О государственных займах, распространяемых по подписке среди трудящихся Советского Союза», отсрочившее тиражи выигрышей и погашение облигаций по всем предыдущим займам на 20 лет.
В то же время по городу начали ходить слухи о жестоком избиении мужчины милиционерами на улице Марата. Осложняло ситуацию с дисциплиной и то, что многие болельщики сопровождали поход на футбол распитием спиртных напитков, которые тогда свободно продавались во время соревнований.

## Спортивные подробности матча
Бо́льшую часть матча инициативой владело «Торпедо». На 12-й минуте после углового у их ворот Стрельцов быстро получил мяч от Денисенко и был не по правилам атакован ленинградцами, за что арбитр Николай Крылов назначил штрафной приблизительно в 25-ти метрах от ворот Фарыкина, проведшего неудачный матч. Удар Стрельцова со стандарта оказался несильным, однако из-за неуверенных действий голкипера хозяев он достиг цели, и счёт был открыт. Второй мяч был забит на 34-й минуте капитаном москвичей Валентином Ивановым, вышедшим один на один с Фарыкиным и легко его переигравшим. После перерыва Царицын сократил отставание в счёте, но после этого «автозаводцы» окончательно перехватили инициативу и, забив ещё трижды, добились крупной победы со счётом 5:1.
| 14 мая 1957                                                                                       | \| Зенит (Ленинград) \| 1:5 (0:2) протокол \| Торпедо (Москва) \| \| Царицын, 51' \| Голы \| Стрельцов, 12' В. Иванов, 36', 58' Фалин, 65' Метревели, 73' \| | Стадион: имени Кирова, Ленинград Зрителей: 60 000 Судья: Николай Крылов (Куйбышев) |
| СМИ: Советский спорт / Смена / Вечерний Ленинград / Комсомольская правда / Московский автозаводец | |                                                                                    |
| Зенит (Ленинград)                                                                                 | 1:5 (0:2) протокол | Торпедо (Москва)                                                                   |
| Царицын, 51'                                                                                      | Голы | Стрельцов, 12' В. Иванов, 36', 58' Фалин, 65' Метревели, 73'                       |

| Зенит:       |                     |  |                 |
|              |                     |  |                 |
| В            | Владимир Фарыкин    |  |                 |
| З            | Марк Гек            |  |                 |
| З            | Роберт Совейко      |  |                 |
| З            | Владимир Мещеряков  |  |                 |
| П            | Анатолий Дергачёв   |  |                 |
| П            | Юрий Морозов        |  |                 |
| П            | Станислав Завидонов |  |                 |
| Н            | Александр Денисов   |  |                 |
| Н            | Валентин Царицын    |  |                 |
| Н            | Геннадий Бондаренко |  |                 |
| Н            | Александр Иванов    |  |                 |
| Запасные:    |                     |  |                 |
| Н            | Юрий Варламов       |  | Вышел на замену |
| Тренер:      |                     |  |                 |
| Аркадий Алов |                     |  |                 |

| Торпедо:      |                   |
|               |                   |
| В             | Альберт Денисенко |
| З             | Юрий Соколов      |
| З             | Виктор Марьенко   |
| З             | Леонид Островский |
| З             | Николай Сенюков   |
| П             | Алексей Анисимов  |
| Н             | Слава Метревели   |
| Н             | Валентин Иванов   |
| Н             | Эдуард Стрельцов  |
| Н             | Юрий Фалин        |
| Н             | Владимир Терехов  |
| Тренер:       |                   |
| Виктор Маслов |                   |

## Беспорядки
За 5-10 минут до конца игры с одной из трибун на поле стадиона выбежал находившийся в нетрезвом состоянии подсудимый КАЮКОВ, который снял с себя пиджак, стал нецензурно ругать вратаря «Зенита» ФАРЫКИНА и пытался встать в ворота.
Когда игра была закончена и футболисты обеих команд покидали поле, а КАЮКОВ был уведён работниками милиции в пикет, большая группа зрителей, прорвав заслон милиционеров, ворвалась на поле стадиона и стала бутылками и другими предметами, в том числе совками, ломами, обрезками водопроводных труб, облицовочными плитками, камнями избивать милиционеров и приехавших для наведения порядка курсантов.
Находившиеся в это время на секторах стадиона хулиганствующие лица из числа зрителей выкриками подбадривали толпу на поле, призывая к нападениям на милиционеров и курсантов. Такие же выкрики «Бей милицию», «Бей гадов» раздавались и в толпе, находившейся на поле стадиона. Наиболее активно в этом отношении действовал подсудимый ГАРАНИН, который кричал «Бей милицию», «Бей футболистов», «Делай вторую Венгрию».
Основной целью толпы хулиганов было прорваться сквозь заслон милиционеров и курсантов к южному тоннелю стадиона, куда ушли футболисты. Многочисленная группа хулиганов оттеснила милиционеров и курсантов сначала в тоннель, а затем и за его ворота на хозяйственный двор, где и укрылось большинство работников милиции.
В результате преступных действий хулиганов и, в частности, лиц, преданных суду по настоящему делу, 107 милиционерам, военнослужащим и другим гражданам были причинены тяжкие и лёгкие телесные повреждения и причинён материальный ущерб стадиону на сумму 13 236 рублей.
Совершенные действия подсудимыми представляют особую опасность для нашего Советского государства и общественного порядка— выдержка из судебного приговора по делу 14 мая 1957-го
Начало беспорядкам положил шофёр завода «Знамя Труда» Василий Каюков, выбежавший за несколько минут до конца встречи с трибун к воротам Владимира Фарыкина. По одним данным, в грубой форме, по другим, — в спокойной и в сопровождении смеха трибун и игроков, Каюков вывел Фарыкина из ворот, снял свой пиджак и занял его место, при этом отыграв «на ноль». Арбитр матча и милиция заметили подмену не сразу, но к концу матча милиционеры скрутили нарушителя порядка и начали уводить в пикет к южному тоннелю стадиона. Каюков начал сопротивляться: вырываться, ругаться матом и взывать о помощи. Публика начала заступаться за задержанного, после чего сотрудники милиции стали отвечать грубостью: Каюкову разбили в кровь лицо ударом о бетонный поребрик, отделявший беговые дорожки от трибун, а активно заступавшимся за него пригрозили задержанием. В ответ недовольные болельщики стали прорываться с трибун на поле и к милиционерам, а оставшиеся на местах зрители начали бросаться бутылками и камнями. Одна из первых брошенных бутылок пробила голову молодому солдату. В попытках найти виновных милиционеры атаковали и невиновных. Поскольку на стадионе велись работы по замене асфальта, хулиганы смогли вооружиться рабочими инструментами. Также против милиционеров и прибывших им на подмогу курсантов военных и милицейских училищ были использованы инструменты из разграбленного хозяйственного склада стадиона. Толпа затолкала малочисленных представителей порядка в тоннель.
Тем временем футболисты «Торпедо», увидев вырвавшуюся после матча на поле толпу, поспешили укрыться в раздевалке, где были обстреляны разными предметами через разбитые окна. Спасаться пришлось также и арбитрам, и игрокам «Зенита». Последним пришлось сбежать из своей раздевалки и укрываться на втором этаже соседнего корпуса, а болельщики тем временем пытались проникнуть во внутренний дворик стадиона, громили автобусы команд, сбрасывали с открытой галереи над корпусами декоративные металлические вазы и не давали карете скорой помощи вывезти пострадавших, считая, что там укрываются футболисты. Некоторые блюстители порядка оказались сброшенными в воды Финского залива. Погрому подверглись и легковые машины, находившиеся неподалёку от стадиона. Ворота, ограждавшие внутренний дворик, где находились медпункт, милицейский пикет и раздевалки футболистов, бунтари таранили шведской лестницей, требуя выдать им Фарыкина и Алова. По другим данным, в качестве тарана использовали вырванную скамью стадиона. Главный из окружённых милиционеров полковник Пчелкин медлил с вызовом подкрепления, считая, что долго это не продолжится, и вызвал для начала лишь пожарных, которым развеселившаяся толпа сразу же продырявила шланг. Когда ворота были сломаны и толпа устремилась в дворик, один из милиционеров открыл предупредительный огонь вверх, после чего хулиганы залегли в тоннеле, а их лидеры Василий Александров, работник завода «Севкабель» Василий Дорофеев и Виктор Люсов были задержаны.
Беспорядки прекратились в начале одиннадцатого, но только за полночь, когда прибыло подкрепление, составленное из конвойного полка, новых пожарных автомобилей и курсантов военных училищ (среди прочих, Нахимовского и имени Можайского), футболистам дали покинуть стадион. Пожарные начали поливать оставшихся участников событий, а прибывшие к трамвайному кольцу наряды милиции стали забирать всех мокрых в то время, как другие выходы со стадиона были перекрыты. При этом курсанты использовали при задержании удары ремнями с металлическими пряжками. По одной из легенд, нескольким бунтарям удалось скрыться вплавь, добравшись до Лахты.

## Аресты и суд
В ходе оперативных действий в Приморском парке Победы и на стадионе было задержано 16 человек. Некоторые из них, например работник артели имени Третьей пятилетки Борис Ниелов, потерявший ногу ещё во время Великой Отечественной войны и добропорядочно покинувший стадион на протезе, и нигде не работавший инвалид третьей группы Алексей Матюшкин, у которого не работала правая рука, отрицали своё участие в бунте, но тем не менее были арестованы как подстрекатель и антисоветчик соответственно. Также не признали своей вины Павел Павлов, Иван Гусаков и Анатолий Галкин. Реальному участнику беспорядков, также нигде не работавшему Виталию Клау конвоиры угрожали расстрелом. Автором фразы «Делай вторую Венгрию!» и других агрессивных призывов оказался подсудимый Юрий Гаранин. По заявлению Клау, их избивали в ходе допросов и следствия.
Первоначально обвиняемые в антисоветизме и контрреволюции, в частности, по статье 58-й, части 4-й УК РСФСР, арестованные не были осуждены по политическим статьям, так как это бы шло вразрез с тогдашним курсом партии на общую либерализацию. В те дни планировалось провести празднование 250-летия Ленинграда, не состоявшееся в 1953 году из-за смерти Сталина, к тому же несколькими днями позже на Совещании работников сельского хозяйства областей и автономных республик Северо-Западного региона в Таврическом дворце Хрущёв заявил, что «В СССР политических заключенных больше нет», а его развенчание культа личности Сталина опиралось на осуждение убийства первого секретаря Ленинградского областного комитета ВКП(б) Кирова и реабилитацию участников «Ленинградского дела».
В итоге в июне того года суд признал задержанных виновными по статьям 73-74 УК РСФСР (хулиганство). Серьёзных улик у следствия не было, всё основывалось на свидетельских показаниях пострадавших милиционеров и бригадмиловцев.
Наибольший срок получил Гаранин (8 лет), Клау, Павлов и Петров получили по 7 лет, Александров — 6 лет, Матюшкин — 5, Ниелов — 4, Галкин и Гусаков — по 3. Е. Покровский и В. Большев оказались единственными из осужденных, кому разрешалось проживание в Москве или Ленинграде в течение трёх лет после отбытия наказания. Свой срок получил и Каюков. В декабре 1959 года все 16 человек были амнистированы с правом жительства в Ленинграде, но не были оправданы.

## В культуре
Петербургский литератор Анатолий Найман в своей книге «Славный конец бесславных поколений», вышедшей в свет в конце 1990-х, описывает события мая 1957 года и называет их «началом конца» тогдашнего первого секретаря Ленинградского обкома и горкома КПСС Ивана Спиридонова.